# Elecciones presidenciales de Irán de 2017
Las 12° elecciones presidenciales de Irán ocurrió el 19 de mayo de 2017. En el mismo día, se planearon también la realización de elecciones locales para consejeros municipales.
El presidente Rouhaní resultó reelegido para un segundo mandato, venciendo a tres rivales conservadores, entre ellos el líder de los principistas Ebrahim Raisí. Los resultados fueron anunciados por el Ministerio del Interior un día después de las elecciones.

## Condiciones de participación
El presidente de Irán es el principal cargo de la estructura política de la República Islámica de Irán después del Líder Supremo, puesto ocupado desde 1989 por el ayatolá Alí Jamenei. La elección se realiza por sufragio universal directo entre los candidatos aprobados por el Consejo de Guardianes.
Los candidatos deben ser «personalidades políticas y religiosas» de nacionalidad iraní, administradores experimentados, tener buenos antecedentes; ser dignos de confianza y virtuosos, creyentes y comprometidos con los principios de la República Islámica y a la confesión oficial del país, la islámica chiita duodecimana.

## Candidaturas
Durante el período de inscripción, se registraron en total 1636 solicitantes, 137 de ellos eran mujeres. Cientos de los solicitantes eran personas ordinarias sin antecedentes políticos y claramente carecían de los criterios citados en el artículo 115 de la Constitución, que se considera esencial que las personas sean "rejal religiosos y políticos" —rejal puede significar tanto "hombres" como "personalidades" según las diferentes interpretaciones—. El 20 de abril de 2017, el Consejo de Guardianes anunció una lista de 6 candidatos aprobados. La lista incluye el presidente en funciones, Hasán Rouhaní, el vicepresidente Eshaq Yahangirí, el presidente del Astan Quds Razavi, Ebrahim Raisí, el alcalde de Teherán Mohammad Baqer Qalibaf, el exministro de Cultura Mostafa Mir-Salim y el exministro de Industrias Mostafa Hashemitaba. Las nominaciones del expresidente Mahmoud Ahmadinejad y su vicepresidente Hamid Baghaei fueron rechazadas por el Consejo. La nominación del excandidato presidencial de las elecciones de 2013 Mohammad Gharazí también fue rechazada.
El 15 de mayo, solo 4 días antes de las elecciones, Mohammad Qalibaf renunció a su candidatura y dio su apoyo a Ebrahim Raisí y al mismo tiempo acusaba al presidente Rouhaní y a sus seguidores de ser "oportunistas revolucionarios".
El 16 de mayo, Eshaq Jahangiri también renunció a su candidatura e instó a sus seguidores a votar por Rouhaní en su discurso en Shiraz.

## Intención de voto

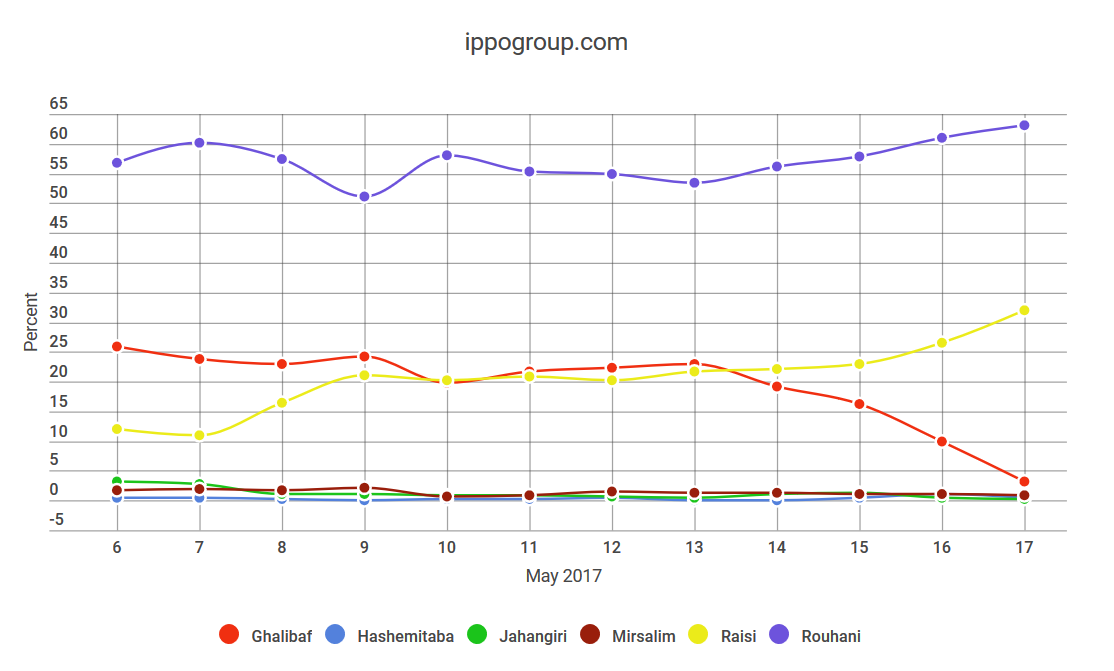
Resultados de encuestas de opinión dirigidas por el Washington D.C.-based International Perpectives for Public Opinion (iPPO)

| Fecha                                        | Encuestadora | Tamaño de muestra | Margen de error | Hassan Rouhani | Ebrahim Raisi | Mohammad Bagher Ghalibaf | Mostafa Mir-Salim | Eshaq Jahangiri | Mostafa Hashemitaba | Indeciso | No sabe | Otros |
| Fecha                                        | Encuestadora | Tamaño de muestra | Margen de error | Rohaní         | Raisi         | Qalibaf                  | Mir-Salim         | Yahanguirí      | Hashemitaba         | Indeciso | No sabe | Otros |
| -------------------------------------------- | ------------ | ----------------- | --------------- | -------------- | ------------- | ------------------------ | ----------------- | --------------- | ------------------- | -------- | ------- | ----- |
| 17 May 2017                                  | iPPO         | 1,203             | [±2.83,±4.06]   | 35.9%          | 18%           | 2.3%                     | 0.5%              | 0.2%            | 0%                  | 16.4%    | 20%     | 7%    |
| 16 de mayo: Yahanguirí retira su candidatura |              |                   |                 |                |               |                          |                   |                 |                     |          |         |       |
| 16 May 2017                                  | IranPoll     | 1,007             | ±3.09%          | 60.4%          | 39.6%         |                          |                   |                 |                     |          |         |       |
| 16 May 2017                                  | IranPoll     | 1,007             | ±3.09%          | 58%            | 36.4%         |                          | <2%               | <2%             | <2%                 |          |         |       |
| 15–16 May 2017                               | iPPO         | 1,194             | [±2.83,±3.89]   | 30%            | 13%           | 5%                       | 1%                | <1%             | 1%                  | 24%      | 22%     | 10%   |
| 15 de mayo: Qalibaf retira su candidatura    |              |                   |                 |                |               |                          |                   |                 |                     |          |         |       |
| 13–15 May 2017                               | iPPO         | 1,376             | [±2.64,±3.92]   | 27%            | 10%           | 8%                       | 1%                | 1%              | <1%                 | 24%      | 22%     | 4%    |
| 11–14 May 2017                               | iPPO         | 1,122             | [±2.93,±4.30]   | 28%            | 12%           | 9%                       | 1%                | 1%              | <1%                 | 24%      | 22%     | 4%    |
| 10–13 May 2017                               | iPPO         | 1,012             | [±3.08,±4.73]   | 29.1%          | 10.7%         | 12%                      | 0.6%              | 0.3%            | 0.1%                | 25.5%    | 13.1%   | 8.7%  |
| 9–12 May 2017                                | iPPO         | 1,199             | [±2.83,±3.75]   | 30%            | 11%           | 12%                      | 1%                | <1%             | <1%                 | 25%      | 11%     | 9%    |
| 8–11 May 2017                                | iPPO         | 1,212             | [±2.81,±3.74]   | 29%            | 11%           | 12%                      | <1%               | 1%              | <1%                 | 28%      | 10%     | 10%   |
| 7–10 May 2017                                | iPPO         | 1,189             | [±2.82,±3.75]   | 28%            | 10%           | 10%                      | <1%               | <1%             | <1%                 | 30%      | 8%      | 14%   |
| 6–9 May 2017                                 | iPPO         | 1,189             | [±2.84,±3.82]   | 23%            | 9%            | 11%                      | 1%                | <1%             | <1%                 | 33%      | 10%     | 14%   |
| 5–8 May 2017                                 | iPPO         | 1,076             | [±2.99,±3.91]   | 24.4%          | 6.9%          | 10.3%                    | 0.7%              | 0.7%            | 0.1%                | 35.6%    | 9.7%    | 11.6% |
| 4–7 May 2017                                 | iPPO         | 1,000             | [±3.10,±3.90]   | 24.5%          | 4.6%          | 10.5%                    | 0.8%              | 1.3%            | 0.4%                | 36.3%    | 9.3%    | 12.3% |
| 4–7 May 2017                                 | iPPO         | 947               | [±3.18,±3.90]   | 26%            | 5.5%          | 11.8%                    | 0.8%              | 1.4%            | 0.2%                | 38.9%    | 10.3%   | 5.1%  |

## Resultados
| Resultados                          | Resultados                          | Resultados                               | Resultados | Resultados |
| Candidato                           | Candidato                           | Partido                                  | Votos      | %          |
| ----------------------------------- | ----------------------------------- | ---------------------------------------- | ---------- | ---------- |
|                                     | Hassan Rouhani                      | Partido de la Moderación y el Desarrollo | 23.636.652 | 58.85      |
|                                     | Ebrahim Raisi                       | Sociedad del Clero Combatiente           | 15.835.794 | 39.43      |
|                                     | Mostafa Mir-Salim                   | Partido de la Coalición Islámica         | 478.267    | 1.19       |
|                                     | Mostafa Hashemitaba                 | Partido de Ejecutivos de la Construcción | 214.441    | 0.53       |
| Votos nulos o blancos               | Votos nulos o blancos               | Votos nulos o blancos                    | 1.200.931  | 2.90       |
| Total                               | Total                               | Total                                    | 41.366.085 | 100        |
| Electores registrados/participación | Electores registrados/participación | Electores registrados/participación      | 56.410.234 | 73.33      |
| Fuente: IFP News, Press TV          |                                     |                                          |            |            |